# Antonín Vojtěch Horák
Antonín Vojtěch Horák (7. července 1875 Praha – 12. března 1910 Bělehrad) byl český hudební skladatel.

## Život
Vystudoval učitelský ústav v Praze a po jeho absolvování dva roky učil. Současně se vzdělával v hudbě. Klavír studoval u Ondřeje Horníka a ve skladbě byl jeho učitelem Zdeněk Fibich.
Od roku 1901 byl dirigentem divadelního orchestru v Brně a o rok později se stal dirigentem Městského divadla v Plzni. Dva roky řídil orchestr v Osijeku (Chorvatsko). Po návratu do Prahy se stal 1. kapelníkem Smíchovské operety. V prosinci roku 1909 nastoupil jako 1. dirigent opery v Bělehradě, ale hned v lednu vážně onemocněl a záhy zemřel. Pohřben byl na Olšanských hřbitovech.

## Dílo
Ve svých skladbách se zaměřil na zhudebnění vrcholných děl české literatury 19. století.

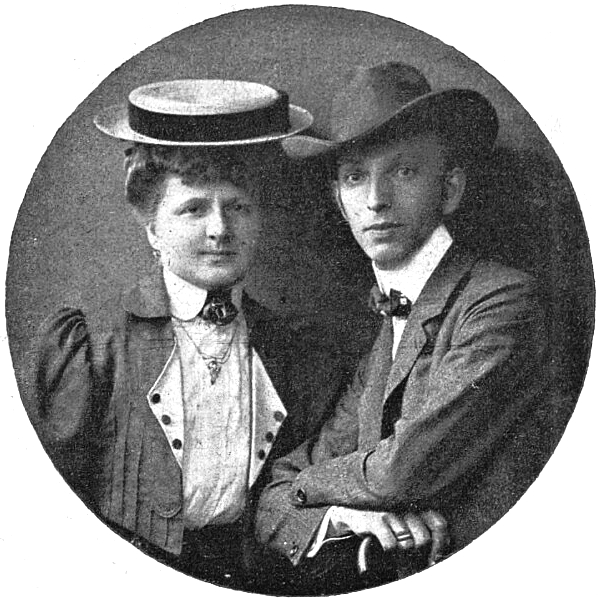
Antonín Vojtěch Horák s chotí (1910)

### Opery
- Na večer Bílé soboty (libreto Adolf Wenig, Národní divadlo, 1898)
- Babička (libreto Adolf Wenig podle Boženy Němcové, Národní divadlo, 1900)
- Do světa (nedokončena)

### Jiná jevištní díla
- Nosáček (melodram na text Adolfa Weniga podle pohádky Wilhelma Hauffa)
- První májová noc (kantáta na text Karla Jaromíra Erbena)
- Strakonický dudák (scénická hudba ke hře Josefa Kajetána Tyla)
- Lucerna (scénická hudba ke hře Aloise Jiráska)
- Jan Výrava (předehra ke hře Františka Adolfa Šuberta)

### Ostatní skladby
- Smyčcová serenáda
- Symfonie
- Písně na slova Jaroslava Vrchlického a Josefa Václava Sládka, Vítězslava Hálka a Františka Ladislava Čelakovského